# Thằn lằn Agama
Thằn lằn Agama là một chi thằn lằn trong họ Agamidae với 37 loài phân bố ở châu Phi.

## Đặc điểm
Chúng có độ dài trung bình từ 6 – 9 inch. Thằn lằn Agama cái có trọng lượng nhỏ hơn so với những con đực. Mỗi lứa đẻ của thằn lằn Agama cái thường cho ra 6 – 8 trứng. Trong môi trường nuôi nhốt đúng quy cách, thằn lằn Agama có thể đạt tuổi thọ 15 năm. Chúng có thể sống lâu hơn trong môi trường tự nhiên. Món ăn ưa thích của thằn lằn Agama là dế và gián, cùng một số loại côn trùng khác.
Vào thời điểm nóng nhất trong ngày, người ta thường nhìn thấy chúng nằm phơi nắng trên những tảng đá hoặc đỉnh đồi. Môi trường sống của chúng là những nơi có độ cao, thậm chí xung quanh môi trường sống của con người. Chúng ẩn nấp dưới những tảng đá lớn và thường dùng đó là nơi cọ, tẩy các tế bào chết trên da. Khác hẳn với vẻ bề ngoài nổi bật, thằn lằn Agama khá ôn hòa, nhút nhát. Chúng thường ẩn nấp khi có sự xuất hiện của con người. Vì môi trường sống bị thu hẹp và sự săn lùng của giới chơi vật cảnh, nên số lượng Agama giảm sút nghiêm trọng trong môi trường tự nhiên.

## Các loài
- Agama aculeata Merrem, 1820
- Agama africana (Hallowell, 1844)
- Agama agama (Linnaeus, 1758)
- Agama anchietae Bocage, 1896
- Agama armata W. Peters, 1855
- Agama atra Daudin, 1802
- Agama bocourti Rochebrune, 1884
- Agama boensis Monard, 1940
- Agama bottegi Boulenger, 1897
- Agama boueti Chabanaud, 1917
- Agama boulengeri Lataste, 1886
- Agama castroviejoi Padial, 2005
- Agama caudospinosa Meek, 1910
- Agama cornii Scortecci, 1928
- Agama cristata Mocquard, 1905
- Agama doriae Boulenger, 1885
- Agama etoshae McLachlan, 1981
- Agama finchi Böhme, Wagner, Malonza, Lötters & Köhler, 2005
- Agama gracilimembris Chabanaud, 1918
- Agama hartmanni W. Peters, 1869[1]
- Agama hispida (Kaup, 1827)
- Agama impalearis Boettger, 1874
- Agama insularis Chabanaud, 1918
- Agama kaimosae Loveridge, 1935
- Agama kirkii Boulenger, 1885
- Agama lanzai Wagner, Leaché, Mazuch & Böhme, 2013
- Agama lebretoni Wagner, Barej & Schmitz, 2009
- Agama lionotus Boulenger, 1896
- Agama lucyae Wagner & Bauer, 2011
- Agama montana Barbour & Loveridge, 1928
- Agama mossambica W. Peters, 1854 – Mozambique agama
- Agama mucosoensis Hellmich, 1957
- Agama mwanzae Loveridge, 1923
- Agama parafricana S. Trape, Mediannikov & J. Trape, 2012
- Agama paragama Grandison, 1968
- Agama persimilis Parker, 1942
- Agama planiceps W. Peters, 1862
- Agama robecchii Boulenger, 1892
- Agama rueppelli Vaillant, 1882
- Agama sankaranica Chabanaud, 1918
- Agama somalica Wagner, Leaché, Mazuch & Böhme, 2013
- Agama spinosa Gray, 1831
- Agama sylvana M. MacDonald, 1981
- Agama tassiliensis Geniez, Padial, and Crochet, 2011
- Agama turuensis Loveridge, 1932
- Agama wagneri S. Trape, Mediannikov & J. Trape, 2012
- Agama weidholzi Wettstein, 1932